# Мешково (Бежецкий район)
Мешково (карел. Meškova) — деревня в Борковском сельском поселении Бежецкого района Тверской области.

## География
Расположена юго-восточнее деревни Захаровка, с которой соединена просёлочной дорогой. Южнее деревни протекает река Лизенка.

## Население
| 2008 | 2010 |
| ---- | ---- |
| 1    | ↘0   |